# Lefua
Lefua és un gènere de peixos de la família dels balitòrids i de l'ordre dels cipriniformes.

## Distribució geogràfica
Es troba als llacs i rius de l'Extrem Orient Rus, la península de Corea, Mongòlia i el Japó (Hokkaido).

## Taxonomia
- Lefua costata (Kessler, 1876)[11]
- Lefua echigonia (Jordan & Richardson, 1907)[12]
- Lefua nikkonis (Jordan & Fowler, 1903)[13]
- Lefua pleskei (Herzenstein, 1888)[10][14][15][16]